# Qualea grandiflora
Qualea grandiflora es una especie de planta con flor en la familia de las Vochysiaceae. Es originaria de América del Sur.

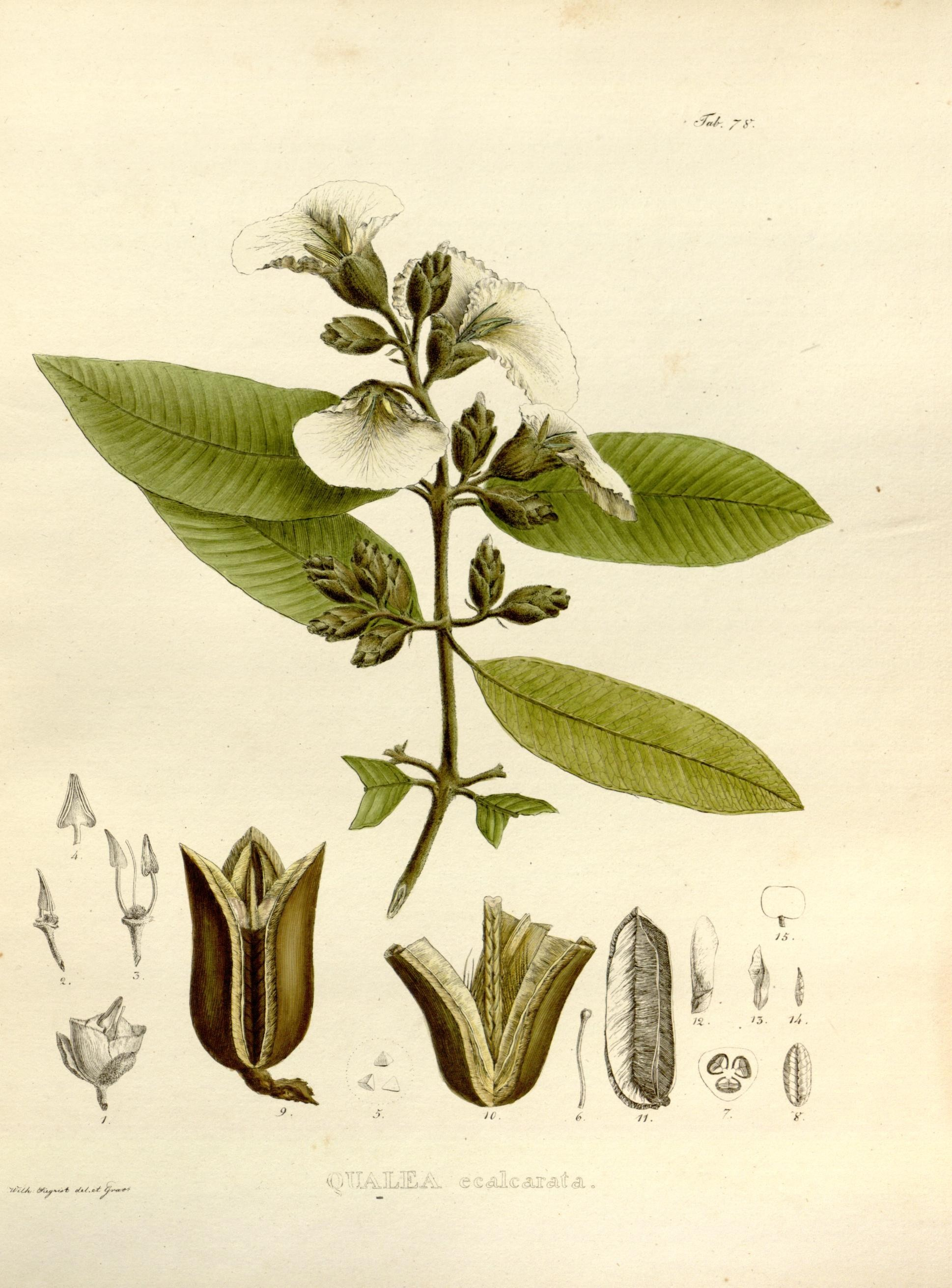
Ilustración

## Taxonomía
Qualea grandiflora fue descrita por Carl Friedrich Philipp von Martius y publicado en Nova Genera et Species Plantarum . . . 1: 133, pl. 79. 1824.
Sinonimia
- Agardhia grandiflora (Mart.) Spreng.
- Lozania grandiflora (Mart.) Schult.
- Qualea ecalcarata Mart.
- Schuechia brasiliensis Endl. ex Walp.
- Schuechia ecalcarata (Mart.) Warm.[3]